# Einstellwinkel

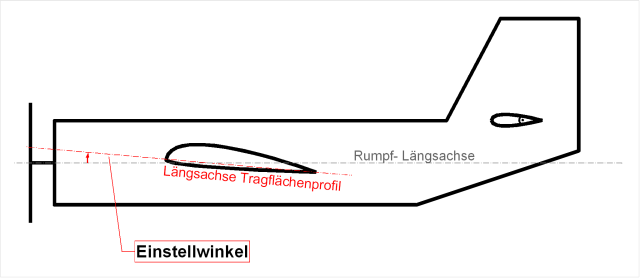
Einstellwinkel

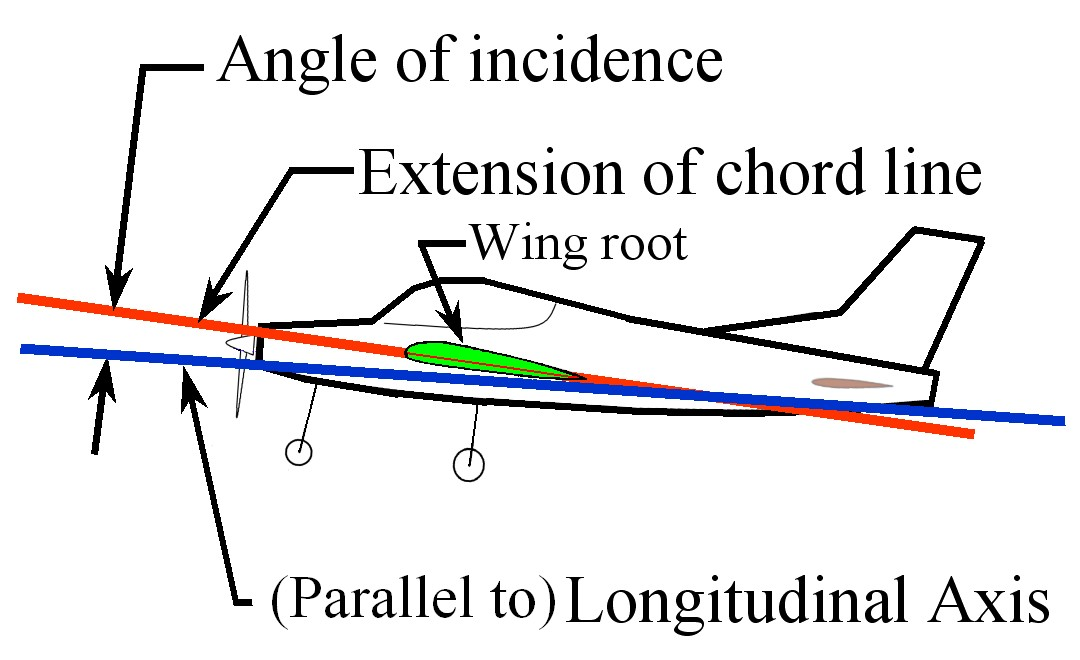

Der Einstellwinkel ist bei Luftfahrzeugen der Winkel zwischen der Längsachse (siehe: Flugsteuerung) des Flugzeugrumpfs und der Längsachse des Tragflügelprofils (= Profilsehne der Tragfläche).
Dieser Winkel ist ein Konstruktionsmerkmal und anders als der Anstellwinkel bei heute üblichen Flugzeugkonstruktionen in der Regel nicht veränderbar. Nur bei wenigen Konstruktionen, wie dem Serienflugzeug Vought F-8 geschieht die Steuerung des Anstellwinkels über Änderungen des Einstellwinkels. Diese Art der Steuerung um die Querachse war früher z. B. bei den Flugzeugen Henri Mignets, den als Himmelslaus bekannt gewordenen Kleinflugzeugen üblich. Auch größere Flugzeuge, wie die in Konkurrenz zur Fieseler Fi 156 gebaute Messerschmitt Bf 163 konnte den Einstellwinkel im Fluge verändern. Das größte mit einer entsprechenden Einrichtung versehene Flugzeug war die Blohm & Voss BV 144.
Bei Hubschraubern ist der Einstellwinkel der Hauptrotorblätter über die Steuerstangen und die Taumelscheibe innerhalb gewisser, von der Konstruktion festgelegter Grenzen verstellbar. Für den Heckrotor gilt ähnliches.
Der Einstellwinkel für die Tragflügel wird bei der Konstruktion so gewählt, dass der Rumpf bei der am häufigsten zu erwartenden Fluglage der Strömung eine möglichst kleine Stirnfläche bietet und so einen möglichst geringen Luftwiderstand hat.
Der Begriff Einstellwinkel wird auch für den Winkel zwischen Höhenleitwerk und Rumpflängsachse gebraucht. Die Differenz aus dem Einstellwinkel der Tragflügel und dem Einstellwinkel des Höhenleitwerks ergibt die Einstellwinkeldifferenz (EWD). Gemessen wird sie zwischen der Profilsehne der Tragfläche in Rumpfnähe und der Profilsehne des Höhenleitwerks. Bei Modellflugzeugen bewegt sich die EWD zwischen minus 2 Grad (Pylonracer F3D, F5D) bis plus 5 Grad und ist abhängig von den gewählten Profilen und der für das Modell typischen Fluggeschwindigkeit. Bei personentragenden Flugzeugen liegt die EWD zwischen 5 und 7 Grad.
Bei Windkraftanlagen bezeichnet der Einstellwinkel den Winkel zwischen Rotorebene und Profilsehne. Moderne Anlagen nutzen die Rotorblattverstellung zur Leistungsregelung.

## Längsstabilität
Die aerodynamische Stabilität des gleichförmigen Fluges wird durch die Geometrie von „Druckpunkt-Schwerpunkt“ bestimmt.
Die Trimmgeschwindigkeit eines Fluggerätes wird in der Regel so eingestellt, dass der beste Gleitwinkel erreicht wird. Dies geschieht durch Verstellen des Schwerpunktes und des Höhenleitwerks.
Ein Gleitflugzeug steuern heißt, diese Geometrie (Abstand und Ausrichtung) zu verändern. Dies wird durch Verschieben des Schwerpunktes oder – aerodynamisch – durch Verändern des Anstellwinkels des Höhenleitwerks oder der hinteren Klappen am Tragflügel erreicht.
Um eine gute Flugstabilität und Steuerbarkeit um die Querachse zu erreichen, erzeugt das Höhenleitwerk in Normalfluglage wenig Auftrieb. Der Trimmflug soll eben so schnell beschleunigt wie auch verlangsamt werden können. Der Einstellwinkel des Höhenleitwerks (gegenüber der Rumpflängsachse) ist deshalb kleiner als der des Tragflügels.